# Auguste Poulet-Malassis
Pour les articles homonymes, voir Poulet et Malassis.
Auguste Poulet-Malassis, né le 16 mars 1825 à Alençon et mort le 11 février 1878 à Paris 7e, est un libraire-imprimeur, éditeur scientifique et bibliographe français.
Le nom de cet « éditeur artiste » est associé à celui de son ami Charles Baudelaire dont il a édité les Fleurs du mal.

## Biographie
Issu d’une longue lignée d’imprimeurs à Alençon, Brest et Rouen, à laquelle on doit une impression de la Bible en français à la Réforme (vers 1540), Poulet-Malassis commence très jeune son apprentissage dans l’entreprise familiale, les Impressions alençonnaises, fondées en 1671, qui imprime le Journal de l’Orne à Alençon.
Lauréat du lycée des jésuites d’Alençon, déjà très lettré, il donne la preuve de ses prédilections en publiant, au sortir de ses études, une notice sur Bonaventure Des Périers et en réimprimant l’Épitre à Marguerite d’Angoulême pour les Rossignols du Père d’Alençon. Exubérant, exalté et emporté, ne rêvant que vastes projets, ses amis dirigent son activité vers l’Orne archéologique, importante publication entreprise par l’érudit Léon de La Sicotière, avec qui il s’était lié d’amitié au lycée d’Alençon.
Reçu élève de l’école des chartes en 1848, il monte à Paris faire ses études de lettres et arrive dans la capitale alors que vient d’éclater la révolution de 1848. Républicain sous la monarchie de juillet, devenu socialiste sous la Seconde République, il prend part à la révolution en publiant, avec son ami Alfred Delvau et Antonio Watripon, son propre journal, l'Aimable Faubourien, journal de la canaille : vendu par la crapule et acheté par les honnêtes gens, dont le tirage cessera au bout de cinq numéros, mais ne lui vaudra pas moins de sept mois de prison : lors de la proclamation de l’état de siège, faisant suite à la révolte du 22 au 26 juin 1848 des ouvriers parisiens contre la fermeture des ateliers nationaux, son journal sera supprimé et son propriétaire arrêté. Expulsé du local qu’il habite, il est arrêté et manque même d’être fusillé, n’était son compatriote, le peintre Oudinot de la Faverie, qui le sauve in extremis. Incarcéré au fort d’Ivry, il faudra l’intervention de son député Druet-Desvaux pour le faire élargir, le 23 décembre 1848.
Revenu à Alençon, il se remet à l’imprimerie, publiant des notes très littéraires de Louis Lacour et de Charles Asselineau dans le Journal de l’Orne. En 1854, son imprimerie publie le 9 janvier 1853 le premier opuscule de Baudelaire, Philosophie de l’ameublement, traduite d’Edgar Allan Poe, en même temps que des strophes à Théodore de Banville, signées d’Albert Glatigny, rencontré par hasard.
En 1855, il reprend, avec son beau-frère Eugène de Broise, la direction de l’imprimerie familiale de la Place d’Armes, et réorganise la maison paternelle pour lui permettre de rivaliser avec les imprimeurs les plus renommés. Érudit de premier ordre, il s’efforce de faire revivre le genre pour les belles éditions, ressuscitant les frontispices, les fleurons, les lettres ornées, les culs-de-lampe, les impressions en deux couleurs. Chacune de ses éditions était pour lui l’objet d’une étude spéciale, et tout était associé pour en faire une œuvre harmonieuse.
En 1857, il repart retenter sa chance à Paris, en ouvrant au 4, rue de Buci, une librairie qui avait surtout pour but de recruter des manuscrits intéressants qu’il ferait ensuite éditer par son imprimerie d’Alençon. Ses premiers essais, les Odes funambulesques de Théodore de Banville, le Comte de Raousset-Boulbon, sa vie et ses aventures d’Henry de La Madelène, publiés la même année, ont été accueillis avec acclamation par tous les bibliophiles français. La même année, il publie les Lettres d’un mineur de l’aventurier Antoine Fauchery.
Les éditions Malassis-de Broise signent le 30 décembre 1856 un contrat de publication avec Baudelaire, qui entretient, depuis la publication de sa traduction de Poe dans le Journal d’Alençon, une correspondance avec l’éditeur qu’il surnomme « Coco Mal-Perché »; Les Fleurs du mal sortent des presses de l’imprimerie d’Alençon et paraissent en librairie 6 mois plus tard en juin 1857. Tous les volumes, d’une exécution typographique impeccable, sont immédiatement saisis. Attaqué en justice, sous la double prévention d’outrage à la morale religieuse, à la morale publique et aux bonnes mœurs, le trio se voit condamné par la 6e chambre correctionnelle de la Seine, le 21 aout 1857, pour outrage à la morale publique et aux bonnes mœurs : six poèmes devront être retirés de l’ouvrage ; les éditeurs devront débourser chacun 100 francs d’amende et sont condamnés solidairement aux frais. Cet énorme scandale constituera, en revanche, une excellente publicité.
L’année suivante, la publication par Louis Lacour des mémoires du duc de Lauzun, occasionnent une nouvelle saisie. En 1859, tous les auteurs indépendants, toute la littérature d’avant-garde figure dans son catalogue : les Fleurs du mal, Les Poésies complètes de Théodore de Banville, Émaux et Camées de Théophile Gautier, les Oubliés et dédaignés, la Lorgnette littéraire, les Tréteaux de Charles Monselet, puis des ouvrages de Champfleury, d’Asselineau, d’Aurélien Scholl. Le 24 mai 1861, Baudelaire lui cède le droit de reproduction exclusif de ses œuvres littéraires parues ou à paraitre, ainsi que de ses traductions d’Edgar Poe, contrat renouvelé le 1er juillet 1862.
La librairie ayant quitté la rue de Buci pour le 97 rue Richelieu, une sorte de frise au-dessus des vitrines représentait en médaillons, les physionomies des auteurs favoris de maison : Victor Hugo, Leconte de Lisle, Théophile Gautier, Champfleury, Hippolyte Babou, Félix Bracquemond, Théodore de Banville, Baudelaire. Au-dessus du comptoir de la librairie, se trouvait la fameuse devise de la maison : « Concordia fructus ». On tenait là bureau d’esprit et Poulet-Malassis, tout en préparant ses belles réimpressions, comme Les Œuvres de Régnier, comme son Le Sage, ne dédaignait pas d’écrire quelques fantaisies ou quelques boutades littéraires, soit sous son nom, soit sous le nom de plume de « Paul Rouillon », qui était le nom de sa mère ou sous le pseudonyme d’« Insignis nebulo ». Il a ainsi collaboré à la Revue anecdotique et au Boulevard d’Étienne Carjat. Le soir, il allait continuer ses intarissables causeries à Brasserie des Martyrs.
Nonobstant son gout pour les auteurs marginaux et les textes licencieux, il a cherché à mettre en relief des écrivains d’une réelle distinction, mais dont beaucoup n’étaient pas encore appréciés du grand public, comme Nerciat ou Crébillon fils. Or ce n’est que quelques années plus tard que des éditeurs ont trouvé la fortune en suivant son modèle d'entreprise et que les écrivains qu’il avait produits sont arrivés à une notoriété étendue. Quant à son entreprise, elle a connu le destin de celle des précurseurs arrivés trop tôt dont le succès n'a pas été assez rapidement au rendez-vous, ce qui l’a conduit à la faillite, prononcée le 2 septembre 1862. Son fonds est liquidé dans des conditions désastreuses, des livres dont les trois quarts devaient, par la suite, faire prime, étant bradés à vil prix.
Condamné à la prison pour dettes, il est incarcéré, à la demande de ses créanciers, à la prison de Clichy, le 12 novembre 1862. Transféré, par la suite, aux Madelonnettes, il est libéré au bout de cinq mois, le 22 avril 1863, et se réfugie, en septembre, à Bruxelles, alors le pays des livres galants et libres, où il retrouve son ami Delvau, et continue d'imprimer clandestinement des textes prohibés, en relation avec René Pincebourde, son ancien commis. Avec un autre imprimeur très indépendant en exil comme lui, Jules Gay, qui assume les périls financiers et judiciaires de cette publication, il a l’idée, en 1864, de publier Le Parnasse satyrique du XIXe siècle [avec les mentions : Rome, à l’Enseigne des sept péchés capitaux], avec un frontispice de Félicien Rops, qui remporte un beau succès.
Associé ensuite avec Alphonse Lécrivain, pour la publication d’ouvrages très libres, toujours d’une parfaite exécution typographique, il réimprime Les œuvres satiriques de son compatriote alençonnais, Pierre-Corneille Blessebois, en les faisant précéder d’une notice de lui, datée de 1866. Pendant tout ce long séjour en Belgique, il reste en relations constantes avec Glatigny et Baudelaire, échangeant avec eux une correspondance volumineuse.
Très républicain, il avait fondé, à Bruxelles, un Bulletin trimestriel des publications défendues en France, un petit in-8º, qu’il s’ingéniait à faire parvenir à tous les opposants à l’Empire. Il fut en cela, à la fois concurrent et proche de Vital Puissant. Il aurait pu profiter de l’amnistie du 16 aout 1869 pour rentrer en France, mais ne revient à Paris qu’à la chute de l’Empire. Chassé par la guerre, il se réfugie à nouveau à Alençon où il retrouve la vieille imprimerie de la Place d’Armes, toujours gérée par son beau-frère de Broise.
Revenu à Paris en 1875, il vit de travaux littéraires et de réimpressions de curiosités, s’employant, à des publications très sérieuses : tout d’abord chargé des travaux de la librairie Dufis à la place de Pierre Jannet, il collabore ensuite avec Olivier Barbier (d) au Dictionnaire des ouvrages anonymes et pseudonymes. On lui doit également nombre de notices liminaires, de travaux d’érudition amusante et anecdotique.
Dans sa dernière année, il met au jour la correspondance inédite de Madame de Pompadour allant de 1741 à 1764, ornée de deux portraits gravés de Vanloo et de culs-de-lampe, auxquelles il avait joint une très interessante préface, parus à titre posthume. Quelques jours seulement après avoir achevé cette tâche, il est mort, à son domicile du 59 rue de Grenelle-Saint-Germain. Depuis bien longtemps malade, présentant des symptômes d’hématidrose, il n’était, dans ses derniers jours que l’ombre de lui-même. Fidèle aux convictions de toute sa vie, il avait demandé des obsèques purement civiles, et repose au cimetière d’Ivry. Il a laissé une bibliothèque extrêmement riche en rareté de toute sorte, dont la mise en vente a fait l’objet d’un catalogue. Sa maison, renommée l’Imprimerie Alençonnaise, a déposé le bilan, en 2004.

## Un hommage de Baudelaire à l'époque de l'exil

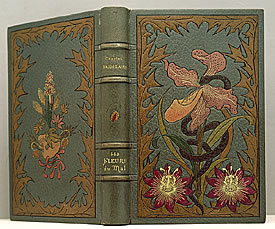
1re édition des Fleurs du mal de Charles Baudelaire. Paris, Poulet-Malassis et de Broise, 1857, relié ici par Charles Meunier vers 1900.

Tiré des poèmes divers (Fleurs du Mal) de Baudelaire :

                 XVIII

Monsieur Auguste Malassis

Rue de Mercélis

Numéro trente-cinq bis

Dans le faubourg d’Ixelles,

Bruxelles.

(Recommandée à l’Arioste

De la poste,

C’est-à-dire à quelque facteur

Versificateur)

## Jugements
« Un curieux et un bibliophile qui avait été […] un des éditeurs les plus intelligents de Paris »

— Charles Bigot, Journal officiel de la République française

## Hommages
Sa ville natale a donné son nom à une place.

## Écrits
- Auguste Poulet-Malassis (édition établie, présentée et annotée par Christophe Carrère), Lettres à Charles Asselineau : 1854-1873, Paris, Honoré Champion, coll. « Bibliothèque des correspondances, mémoires et journaux, no 73 », 2013, 525 p., 24 cm (ISBN 978-2-74532-477-1, OCLC 833176695, lire en ligne).

### Éditions scientifiques
- Le Nouveau Parnasse satyrique du dix-neuvième siècle : suivi d’un Appendice au Parnasse satyrique, Eleuthéropolis [Bruxelles], aux devantures des libraires, ailleurs, dans leurs arrière boutiques, 1866, ii-273 p., in-16 (OCLC 993703129, lire en ligne sur Gallica).
- Correspondance de Mme de Pompadour avec son père, M. Poisson et son frère, M. de Vandières : suivie de lettres de cette dame à la comtesse de Lutzelbourg, à Paris-Duverney, au duc d'Aiguillon, etc. et accompagnée de notes et de pièces annexes (publiée pour la 1re fois par M. A. P.-Malassis), Paris, J. Baur, 1878, xxxii-261 p., in-8º (OCLC 7036408, lire en ligne sur Gallica).